# بیگ باس (مجموعه تلویزیونی هندی)
بیگ باس (انگلیسی: Bigg Boss) یک نمایش تلویزیونی واقع‌نمای هندی است که در سال ۲۰۰۶ منتشر شد. این برنامه بر پایهٔ مجموعهٔ هلندی برادر بزرگ ساخته شد و ۱۶ فصل، ۱ اسپین‌آف و ۱ او.تی.تی. از آن تا کنون ساخته و پخش شده‌است.